# Gnatholabis suturalis
Gnatholabis suturalis är en skalbaggsart som beskrevs av François Louis Nompar de Caumont de Laporte 1840. Gnatholabis suturalis ingår i släktet Gnatholabis och familjen Rutelidae. Inga underarter finns listade i Catalogue of Life.